# Astragalus hamiltonii
Astragalus hamiltonii es una especie de planta del género Astragalus, de la familia de las leguminosas, orden Fabales.

## Distribución
Astragalus hamiltonii se distribuye por Estados Unidos.

## Taxonomía
Fue descrita científicamente por C. L. Porter. Fue publicada en Rhodora 54: 159 (1952).